# 10-й фронт (Японія)
10-й фро́нт (яп. 【第十方面軍】) — вище оперативно-стратегічне об'єднання збройних сил Японської імперії, фронт Імперської армії Японії в 1944–1945 роках. Брав участь у війні на Тихому океані (1941–1945) на території Тайваню і Окінави.

## Дані
- Сформований: 22 вересня 1944 року на базі Тайванської армії для захисту японського Тайваня.
- Кодова назва: Ван (【湾】, «затока»; скорочення від «Тайвань» 【台湾】)[1].
- Підпорядкування: Генеральний штаб Збройних сил Японії.
- Район бойових дій: Тайвань.
- Штаб: Тайпей, Тайванське генерал-губернаторство, Японія.
- Місце останньої дислокації штабу: Тайпей, Тайванське генерал-губернаторство, Японія[1].
- Припинив існування: 15 серпня 1945 року після капітуляції Японії у Другій світовій війні.

## Бойові дії
- Війна на Тихому океані (1941–1945) як складова Другої світової війни.
Оборона Тайванського генерал-губернаторства Японії від наступу США та їхніх союзників. Оскільки бойових дій на Тайвані не було, частини фронту (32-а армія) були перекинуті до сусідньої префектури Окінава, де брали участь в обороні Окінави від американського вторгнення (1945).

## Командування
Командир фронту:
1. генерал-лейтенант Андо Рікічі (22 вересня 1944 — 15 серпня 1945)[2].

Голова штабу фронту:
1. генерал-лейтенант Ісаяма Харукі (22 вересня 1944 — 15 серпня 1945)[2].

Віце-голови штабу фронту: 
1. генерал-майор Кітаґава Кійомі (22 вересня 1944 — 12 лютого 1945)[2];
2. генерал-майор Уґакі Мацушіро (12 лютого 1945 — 15 серпня 1945)[2].

## Склад
1945 рік
- 32-а армія (Японія);
  - 24-а дивізія (Японія);
  - 28-а дивізія (Японія);
  - 62-а дивізія (Японія);
  - 44-а самостійна змішана бригада;
  - 45-а самостійна змішана бригада;
  - 59-а самостійна змішана бригада;
  - 60-а самостійна змішана бригада;
- 9-а дивізія (Японія);
- 12-а дивізія (Японія);
- 50-а дивізія (Японія);
- 66-а дивізія (Японія);
- 71-а дивізія (Японія);
- 8-а авіаційна дивізія (Японія);
- 61-а самостійна змішана бригада;
- 75-а самостійна змішана бригада;
- 76-а самостійна змішана бригада;
- 100-а самостійна змішана бригада;
- 102-а самостійна змішана бригада;
- 103-а самостійна змішана бригада;
- 112-а самостійна змішана бригада.